# Cured (film 1911)
Cured  è un cortometraggio muto del 1911 diretto da Frank Powell.

## Produzione
Il film fu prodotto dalla Biograph Company.

## Distribuzione
Distribuito dalla General Film Company, il film - un cortometraggio di 93,8 metri - uscì nelle sale cinematografiche USA il 27 marzo 1911. Nelle proiezioni, veniva programmato con il sistema dello split reel, accorpato in un'unica bobina con un altro cortometraggio prodotto dalla Biograph, la commedia Priscilla's April Fool Joke.